# Loreta ornaticeps
Loreta ornaticeps är en insektsart som beskrevs av Rauno E. Linnavuori 1959. Loreta ornaticeps ingår i släktet Loreta och familjen dvärgstritar. Inga underarter finns listade i Catalogue of Life.